# Werneckia nigeriensis
Werneckia nigeriensis är en insektsart som beskrevs av Kaneko 1979. Werneckia nigeriensis ingår i släktet Werneckia och familjen ekorrlöss. Inga underarter finns listade i Catalogue of Life.